# Filippo Patroni Griffi
Filippo Patroni Griffi, né le 27 août 1955 à Naples, est un magistrat et homme politique italien. Il est successivement ministre de l'Administration publique et de la Simplification du gouvernement Monti de 2011 à 2013, secrétaire d'État à la présidence du Conseil des ministres du gouvernement Letta de 2013 à 2014, président du Conseil d'État de 2018 à 2022 et juge à la Cour constitutionnelle depuis 2022.

## Biographie
Issu d'une famille aristocratique napolitaine, il est le fils aîné de Giuseppe Patroni Griffi, vice-président de la Cour de cassation à Rome. En 1977, il obtient son diplôme en droit de l'université de Naples - Frédéric-II.
Il entre dans la magistrature en 1979 et est chef du cabinet législatif des ministres de l'Administration publique et de l'Innovation Sabino Cassese (gouvernement technique Ciampi), Giovanni Motzo (gouvernement Dini), Franco Bassanini (premier gouvernement Prodi, Gouvernement D'Alema II et second gouvernement Amato) et Franco Frattini (second gouvernement Berlusconi). Il est en outre chef de cabinet du ministre des Réformes institutionnelles Giuliano Amato et à la Fonction publique Renato Brunetta et chef du département des Affaires législatives et juridiques de la présidence du Conseil du gouvernement Prodi II. En 2009, il devient secrétaire général de l'Autorité garante pour la protection des données personnelles.
Il est ministre pour l'Administration publique et la Simplification du 16 novembre 2011 au 28 avril 2013 dans le gouvernement Monti puis secrétaire d'État à la présidence du Conseil des ministres du 28 avril 2013 au 22 février 2014 dans le gouvernement Letta.
Le 25 septembre 2018, il devient président du Conseil d'État, fonction qu'il occupe jusqu'au 29 janvier 2022, date à laquelle il prend ses fonctions de juge à la Cour constitutionnelle.
Il est l'auteur d'essai en droit administratif et en simplification administrative.